# Bolpress
Bolpress es una agencia de noticias que tiene base en Bolivia y difunde información sobre la actualidad boliviana. 

## Historia
Bolpress fue creado como una iniciativa de periodistas en julio de 2002. Hasta 2004 los contenidos eran meramente informativos, aunque después por dificultades económicas los contenidos son más de análisis y opinión.